# Coe (Virginia Occidental)
Coe es un área no incorporada ubicada dentro del Distrito Beaver, una división civil menor del condado de Nicholas (Virginia Occidental), Estados Unidos. Está catalogada como un asentamiento humano por la Junta de Nombres Geográficos de los Estados Unidos.
El número de identificación (ID) asignado por el Servicio Geológico de Estados Unidos es 1550752.

## Geografía
Se encuentra a una altitud de 839 metros sobre el nivel del mar (2753 pies) según el conjunto de datos de elevación nacional.